# Аргамаковы
Аргамако́вы — дворянский род.
Родоначальник рода — дьяк Василий Аргамаков — участник походов: смоленского 1513 года, казанского 1544 и шведского 1549 года. Фамилия Аргамаковых упоминается в Дворовой книге в начале 1500-х годов.
Иван и Василий Алексеевичи Аргамаковы, во время царствования Михаила Фёдоровича были воеводами, Иван в Торе, с 1625 по 1627 г.; Василий — в Енисейске, с 1627 по 1629 гг. Борис Лаврентьевич Аргамаков (стряпчий, затем стольник) прислан был к царю Алексею Михайловичу в 1655 г. «сеунчем» (хороший вестник) с известием от боярина князя A. H. Трубецкого о взятии города Горы в Литве.
Стольник Михаил Михайлович Аргамаков, воевода в Киеве в 1696 году, сподвижник Петра Великого в реформах его по устройству военно-хозяйственной части. В 1714 году он назначен на должность обер-провиантмейстера, затем обер-комиссара. Михаил Аргамаков к концу царствования Петра І состоял в званиях обер-квартирмейстера и обер-кригскомиссара.
Государями русскими, в 1627 году и последующих, были жалованы поместьями в Московской, Рязанской, Тамбовской, Тульской, Костромской губерниях.
В 1794 году русской Императрицей Екатериной II род внесён в VI часть дворянской родословной книги Рязанской губернии под № 75 дело № 176 и, также, записан в VI часть ДРК Костромской губернии.

## Описание герба
Герб дворянского рода Аргамаковых помещён во II часть Общего Гербовника Российской империи.

В щите имеющем серебряное поле, изображён военный корабль с парусами, плывущий по воде.
Щит увенчан дворянским шлемом с дворянскою на нём короною, на поверхности которой видна рука в латах, держащая три стрелы, остроконечием обращённая в левую сторону. Намёт на щите серебряный, подложенный голубым.
— 

## Известные представители
- Аргамаковы: Василий, Фёдор и Иван (ум. 1628) Алексеевичи — московские дворяне в 1627—1629 г.
- Аргамаковы: Фёдор и Иван Ивановичи — патриаршие стольники в 1629 г.
- Аргамаков, Борис Лаврентьевич — стряпчий в 1658—1676 г., стольник в 1677—1686 г., воевода в Новом-Осколе в 1677—1678 г.
- Аргамаков, Михаил Фёдорович — стряпчий в 1658—1676 г., стольник в 1679 г.
- Аргамаков, Михаил Михайлович (сын Михаила Федоровича) (ум. 1719) — стряпчий (в 1680), стольник (в 1680—1692), в 1696 воевода в Киеве, в конце царствования Петра I занимал должность обер-квартирмейстера и обер-кригс-комиссара. Его вдова, Анастасия Ермиловна Аргамакова (ум. 1756), в конце 1720 года вышла замуж за графа А. А. Матвеева.
- Аргамаков, Фёдор Михайлович — стольник царицы Евдокии Фёдоровны в 1692 г[2][5].
- Аргамаков, Степан Игнатьевич (сын Игнатия Петровича) — капитан Семёновского полка. Дед А. Н. Радищева.
- Аргамаков, Иван Игнатьевич (сын Игнатия Петровича) (ум. 1776/1779) — коллежский советник. Его старшая дочь, Мария Ивановна Аргамакова (в замужествах Грибоедова, затем Розенберг) (1738—после 1798), была родной бабкой А. С. Грибоедова.
- Аргамаков, Алексей Михайлович (сын Михаила Михайловича) (1711—1757) — в 1748 — капитан лейб-гвардии Преображенского полка. Позже — коллежский советник. Был советником Мануфактур-коллегии, первым директором Московского университета (в 1755—1757). Был женат на Ирине Яковлевне Васильевой.
- Аргамаков, Василий Алексеевич (сын бригадира Алексея Васильевича) — премьер-майор, был женат на Федосье Ивановне Фонвизиной (дочь Ивана Андреевича Фонвизина и Екатерины Дмитриевой-Мамоновой (дочь адмирала графа Василия Афанасьевича Дмитриева-Мамонова и Грушецкой)).
- Аргамаков, Александр Васильевич (сын Василия Алексеевича) (1776—1833) — с 1797 служил в лейб-гвардии Преображенском полку. С 1800 — полковой адъютант. В 1801 принимал участие в заговоре против императора Павла I. С 1809 — полковник в отставке. В 1812 — командир 1-го Егерского полка Московского ополчения. В 1820-е управлял фабрикой по выделке лосиной кожи, писал стихи и занимался переводами. Был женат на Елизавете Александровне Давыдовой (1791—1848).
- Аргамакова, Екатерина Васильевна (дочь Василия Алексеевича) (1773—?) — была замужем за майором Павлом Васильевичем Грушецким (1755—1827).
- Аргамаков, Иван Васильевич (сын Василия Алексеевича) (1763—1834) — генерал-майор. Принимал участие в военных действиях в Польше (1794), войне с французами (1805), русско-шведской войне (1808—1809), в войне 1812 и заграничных походах. Был женат на Елизавете Ивановне Лутовиновой (1771—1823), брак без потомства.
- Аргамаков, Николай Андреевич — генерал-майор (1821), в отставке с 4.03.1821 года.
- Аргамаков, Семён Трофимович (1796—1862) — действительный статский советник, чиновник особых поручений при Министерстве финансов
- Аргамаков, Федор Исаевич (ум. 1867) — генерал-майор (с 1858).
- Аргамаков, Павел Исаевич — генерал-майор (с 1863).
- Аргамаков, Константин Фёдорович (сын Фёдора Исаевича) (1836—1907) — комендант Свеаборга, генерал-лейтенант, затем почётный опекун, действительный тайный советник.
- Аргамаков, Василий Фёдорович (сын Фёдора Исаевича) (1840—1896) — русский генерал, участник русско-турецкой войны 1877—1878 гг.
- Аргамаков, Александр Павлович (сын Павла Исаевича) (1842—1931)  — генерал-майор, начальник Иркутской военно-фельдшерской школы в 1880—1884 гг. Инспектор классов в Полоцком кадетском корпусе. До 1925 г. начальник классов тяжелой артиллерии 2-й артшколы в Одессе.
- Аргамаков, Сергей Александрович (сын Александра Павловича) (1877—1960) — полковник, член Общества офицеров-артиллеристов, в эмиграции в Германии.
- Аргамаков Николай Николаевич I (1872—1931). Место рождения — с. Кудиново Тульской губернии. Генерал-майор артиллерии, Финляндский полк артиллерии, участник Первой Мировой войны. С 1919 по 1930 — начальник Одесского артиллерийского училища. Племянник Александра Павловича Аргамакова. Оба они были репрессированы по делу «Весна» в Одессе. Николай Николаевич приговорён к расстрелу с заменой приговора десятью годами лагеря.